# Park Narodowy L’Archipel-de-Mingan
Park Narodowy L’Archipel-de-Mingan (fr. Réserve de parc national de l’Archipel-de-Mingan, ang. Mingan Archipelago National Park Reserve) – park narodowy położony we wschodniej części prowincji Quebec w Kanadzie. Park został utworzony w 1984, na powierzchni 151 km². Archipelag Mingan składa się z łańcucha ok. 40 wysp.